# لاوکا
لاوُکا (به فنلاندی: Laukaa) یک منطقهٔ مسکونی در فنلاند است که در فنلاند مرکزی واقع شده‌است.

## خواهرخوانده
شهرهای مودوم، شهرداری استونز، بخش اوسترایونگه، دهستان رونگو و پرسلاول-زالسکیی خواهرخوانده‌های لاوکا هستند.